# Auf dem Bockshorn
Auf dem Bockshorn este o arie protejată (arie specială de conservare — SAC, sit de importanță comunitară — SCI) din Germania întinsă pe o suprafață de 28,15 ha, integral pe uscat.

## Localizare
Centrul sitului Auf dem Bockshorn este situat la coordonatele 52°11′45″N 8°57′58″E / 52.1958°N 8.9661°E.

## Înființare
Situl Auf dem Bockshorn a fost declarat sit de importanță comunitară în martie 2001 pentru a proteja 1 specie de animale. Situl a fost protejat și ca arie specială de conservare în iulie 2012.

## Biodiversitate
Situată în ecoregiunea continentală, aria protejată nu include niciun habitat protejat.
La baza desemnării sitului se află o specie protejată de  amfibieni: triton cu creastă (Triturus cristatus).
Pe lângă speciile protejate, pe teritoriul sitului au mai fost identificate 1 specie de amfibieni, 1 specie de reptile.